# Cerebratulus latistomachus
Cerebratulus latistomachus är en djurart som tillhör fylumet slemmaskar, och som beskrevs av Staub 1900. Cerebratulus latistomachus ingår i släktet fläsknemertiner, och familjen Cerebratulidae. Inga underarter finns listade i Catalogue of Life.